# Орехово (Московская область)
Орехово — деревня в Ступинском районе Московской области в составе Леонтьевского сельского поселения (до 2006 года входила в Алфимовский сельский округ). На 2015 год Орехово, фактически, дачный посёлок: при 13 жителях в деревне 3 улицы, впервые упоминается в 1577 году.

## Население
| 2002 | 2006 | 2010 |
| ---- | ---- | ---- |
| 44   | ↘15  | ↘13  |

Орехово расположено на востоке района, на запруженной реке Сукуша, высота центра деревни над уровнем моря — 174 м. Ближайшие населённые пункты: Алфимово — около 1 км на юг, Ивантеево в 1,7 км на северо-восток и Мякинино — менее чем в километре на юго-восток, там же находится пассажирская платформа Мякинино Большого кольца Московской железной дороги.